# Westra Piren

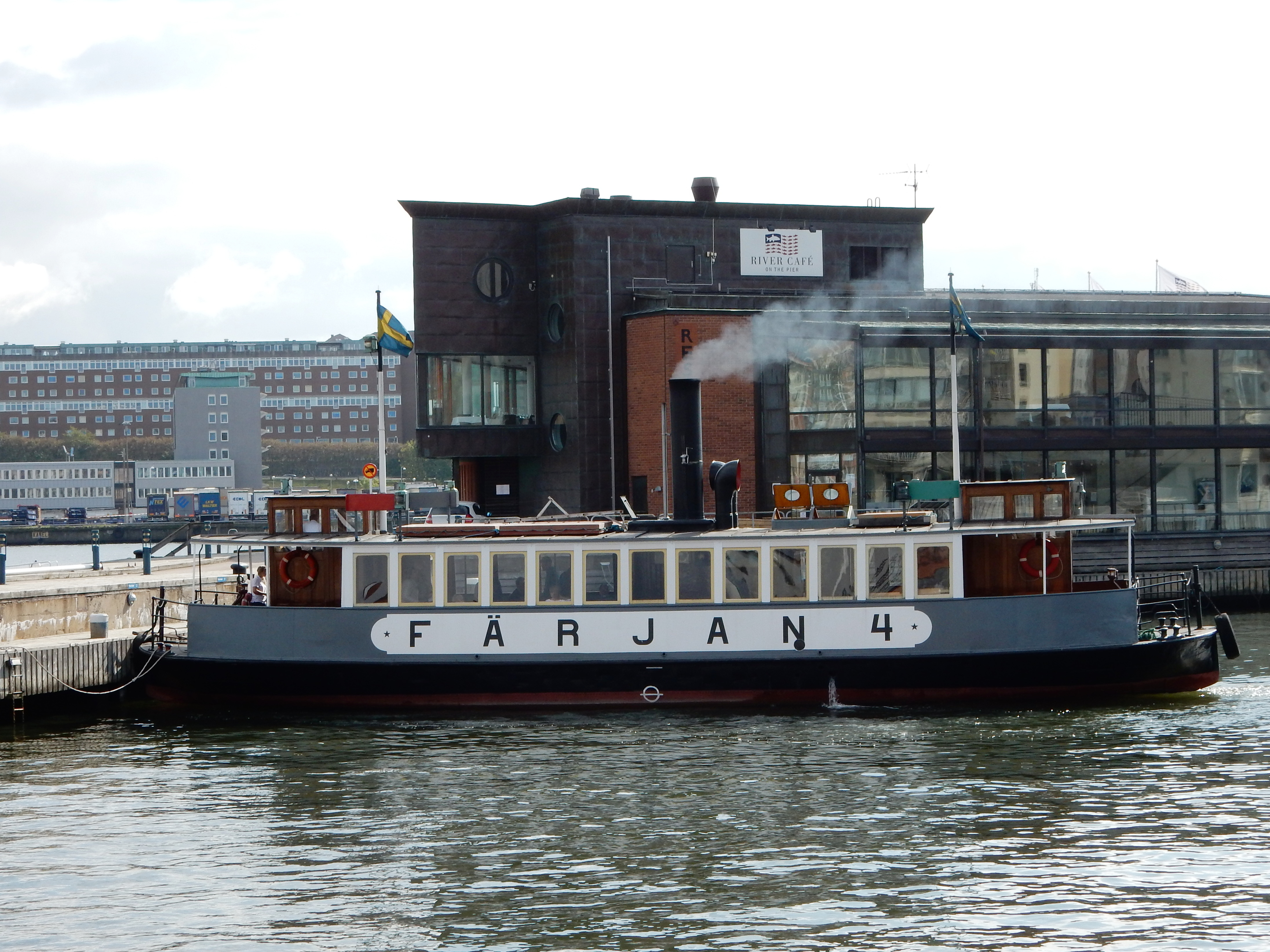
Pirhuset i Eriksberg som tidigare inrymde restaurangen

Westra Piren var en restaurang i Eriksberg i Göteborg
Restaurangen öppnade 1990 i en ombyggd servicebyggnad till flytdockorna vid Eriksbergs Mekaniska Verkstad från 1956. Eriksbergs Förvaltning, som stod bakom den samtida förvandlingen av Norra Älvstranden, värvade krögaren och kocken Mikael Öster för att driva restaurangen. Övervåningens gormetavdelning hade plats för 70 gäster. Köket serverade gormetmat enligt den franska skolan. I husets undervåning fanns bar och brasseri.
1992 fick restaurangen en stjärna i Guide Michelin och rankades länge som en av de främsta i inhemska guider. En ökande konkurrens om representationsmåltiderna ledde dock till att stjärnkrogen försattes i konkurs på vintern 2000.